# Мигел Лопес Легаспи
Мигел Лопес де Легаспи (на испански: Miguel López de Legazpi) е испански конкистадор, завоевател на Филипините, пътешественик-изследовател.

## Произход и заминаване за Мексико (1502 – 1559)
Роден през 1502 в баското градче Сумарага, провинция Гипускоа, Кралство Кастилия и Леон, в благородническо семейство. През 1526 – 1527 работи като съветник в общинската управа на града.
През 1528 след смъртта на родителите си и недоволството от най-големия си брат, който наследява семейния имот, Легаспи заминава за току-що завоюваното Мексико от Ернан Кортес. От 1528 до 1559 работи като ръководител на финансовия отдел на губернатора на Мексико Сити, като междувременно се жени и има девет деца.

## Завладяване на Филипините (1559 – 1572)

### Организация на експедицията (1559 – 1564)
Когато през 1556 г. на испанския престол се възкачва крал Филип II възниква въпросът за завладяването и колонизирането на Филипинските о-ви, дотогава все още ничия земя. През 1559 започва организация на експедицията, за която доста голяма сума е отпусната лично от Легаспи, по това време все още ръководител на финансовия отдел в Мексико. С кралски указ същият е назначен и за неин ръководител. За близо пет години са оборудвани пет кораба с множество моряци и 500 войници, с които Легаспи се надява да успее да завладее Филипините. В разработката на проекта за новата експедиция активно участие взема и бившият участник в експедицията на Гарсия Хофре Лоайса (1525 – 1528) Андрес де Урданета, който през 1552 г. става монах в един от мексиканските манастири, но не престава да се интересува от морски експедиции. Той е назначен от Легаспи за главен кормчия на флотилията, а за капитани на останалите кораби са назначени Алонсо де Ареляно и Фелипе де Салседо.

### Открития в Тихия океан (1564)
На 21 ноември 1564 г. експедицията отплава от Акапулко и на 15 февруари 1565 достига до Филипините. На 1 декември най-малкия от петте кораба „Сан Лукас“, командван от Алонсо де Ареляно, се отклонява, вероятно умишлено от ескадрата и извършва открития в Тихия океан. Легаспи продължава плаването с четири кораба и открива в Маршаловите о-ви атолите Меджит (10 януари, 10°17′ с. ш. 170°52′ и. д. / 10.283333° с. ш. 170.866667° и. д., 0,7 км2), Аилук (10 януари, 10°20′ с. ш. 169°56′ и. д. / 10.333333° с. ш. 169.933333° и. д., 2,1 км2), Вото (12 януари, вторично) и остров Джемо (10°05′ с. ш. 169°32′ и. д. / 10.083333° с. ш. 169.533333° и. д., 0,1 км2).
На 23 януари 1565 г. корабите хвърлят котва край остров Гуам и престояват там до 2 февруари. Контактът между испанците и местните жители завършва със стрелба и гибелта на много туземци, няколко моряци са ранени, а двама убити. По време на второто си слизане на острова испанците запалват и опожаряват няколко села и лодките на островитяните.

### Начало на завоюване на Филипините (1565)
На 15 февруари 1565 флотилията хвърля котва край остров Самар. В края на февруари Легаспи изпраща щурмана на експедицията Естебан Родригес с един от корабите на разузнаване и той открива и описва почти целите източни и южни брегове на острова, почти цялото източно крайбрежие на остров Лейте, а също и малките острови Панаон и Динагат. В началото на март флотилията стига до остров Бохол и от там Родригес продължава изследването на Филипините. За 20 дни обикаля остров Негрос, оглежда западното крайбрежие на остров Себу и няколко пъти слиза на брега. Почти всяко слизане на брега довежда до стълкновения с местните жители и тяхната гибел. След връщането си Родригес повежда корабите към остров Себу, където преди това е открил добри котвени стоянки. Опитите за мирни преговори не дават резултати, испанците започват окупация на острова и на 27 април 1565 Легаспи основава първото испанско селище във Филипините, което дава началото на по-нататъшната окупация на архипелага.

### Първо пресичане на Тихия океан от запад на изток (1565)
След основаването на първото испанско селище във Филипините Легаспи запланува по-нататъшно планомерно завоюване на целия архипелаг, но за тази цел са нужни нови подкрепления от Мексико. Пред колонизаторите възниква въпросът как да поддържат връзка между Филипините и Мексико. Ветроходните кораби, с помощта на североизточните пасати и морски течения, с лекота преодоляват 14 хил. км в западно направление от мексиканските пристанища до Филипините, но както показали опитите на Алваро де Сааведра през 1527 – 1529, Бернардо де ла Торе през 1544 и Иниго Ортис де Ретес през 1545, връщането в Мексико по същия път обратно против ветровете и морските течения е невъзможен.
След завоюването на остров Себу Легаспи предлага на Урданета да се върне в Мексико с доклада за хода на колонизацията на Филипините и с молба за подкрепления. Урданета, опиращ се на свои лични наблюдения и разпитвайки множество моряци, прави теоретичен извод: в северната, умерено хладна полоса на Тихия океан, както и в Атлантическия, трябва да има постоянни ветрове, духащи от запад на изток. На 1 юни 1565 г. корабът „Сан Педро“ под командата на 17-годишния Фелипе де Салседо, на борда на който като щурман се намира Урданета, тръгва от Филипините. Ползвайки поривистите югозападни ветрове, той минава покрай Японските острови до 43° с.ш., където духат постоянни западни ветрове. С помощта на тях на 18 септември „Сан Педро“ достига до Калифорния, а на 8 октомври 1565 акостира в пристанището на Акапулко. След завръщането си в Мексико Урданета съставя детайлна карта на своя маршрут, която се ползва от испанците до края на XVI в., а пътят по който испанските кораби се завръщат от Филипините до Мексико е наречен „Пътят на Урданета“. Урданета се връща в своя манастир и умира на 3 юни 1568 г. на 60-годишна възраст.

### Окончателно завоюване на Филипините и смърт (1567 – 1572)
През 1567 от Мексико пристигат нови 2100 испанци, с които Легаспи продължава завоеванията си и до началото на май 1570 окупира всички острови в централната част на архипелага, след което обръща вниманието си на север. В началото на май 1570 той изпраща своя капитан Мартин Гоити с два кораба и отряд от 90 войници на север от остров Себу. Гоити окупира остров Миндоро, завзема стоящите в пристанищата китайски кораби със стоки и събира сведения за остров Лусон, най-големия в архипелага, за неговите войнствени жители и флота им. Около 23 май Гоити влиза във великолепния Манилски залив и стоварва войски. Преговорите с местните князе не довеждат до споразумения и тогава испанците се намесват в местните междуособици. Те запалват селището Манила и избиват множество местни жители, считайки, че тези мерки за „убеждаване“ ще заставят лусонците да се покорят. С предложение за мир никой не се явява и в средата на юни завоевателите се завръщат в Себу.
Малко преди завръщането на Гоити Легаспи е назначен за първи губернатор на новата испанска колония. Той започва завоюването на остров Лусон, използва Манилския залив за база на своя флот и на 24 юни 1570 г. възстановява селището Манила, като го превръща в център на новата колония. Малко преди смъртта си на 20 август 1572 г. Легаспи отправя своя внук капитан Хуан де Салседо да изследва остров Лусон. До края на следващата 1573 г. Салседо завършва цялостното откриване на острова, като по този начин Филипините са изцяло завзети и колонизирани за испанската корона, с изключение на остров Минданао, който дълги години след това се съпротивлява на испанците. Едва през 1596 г. части от острова са присъединени към испанската колония. Същата година целият архипелаг е наименуван Филипини (Filipinas), на името на тогавашния крал на Испания Филип II.
Окупацията на страната се съпровожда, както впрочем и навсякъде другаде, с принудителна християнизация на местното население. На стотиците острови в архипелага проповядват мисионери, представители на няколко католически ордени, които поделят страната по географо-етнически признаци. Испанското влияние е най-силно в приморските райони на островите, по-слабо – в подножията на планинските масиви и фактически отсъства в планинските местности. Извън испански контрол се намира голяма част от остров Минданао, архипела Сулу, остров Палаван, а също и централните и северозападни части на остров Лусон.

## Памет
Неговото име носи град Легаспи (13°08′ с. ш. 123°44′ и. д. / 13.133333° с. ш. 123.733333° и. д.) в югоизточната част на остров Лусон във Филипините.